# یواس‌اس دیوی (دی‌دی‌جی-۱۰۵)
یواس‌اس دیوی (دی‌دی‌جی-۱۰۵) (به انگلیسی: USS Dewey (DDG-105)) یک کشتی است که طول آن ۵۰۹ فوت ۶ اینچ (۱۵۵٫۳۰ متر) می‌باشد. این کشتی در سال ۲۰۰۸ ساخته شد.